# Vilslev Sogn
Vilslev Sogn  (deutsch: Gemeinde Wilslef) ist eine Kirchspielsgemeinde (dän.: Sogn) im südlichen Dänemark. Bis 1970 gehörte sie zur Harde Gørding Herred im damaligen Ribe Amt, danach zur Ribe Kommune im erweiterten Ribe Amt, die im Zuge der  Kommunalreform zum 1. Januar 2007 in der „neuen“ Esbjerg Kommune in der Region Syddanmark aufgegangen ist.

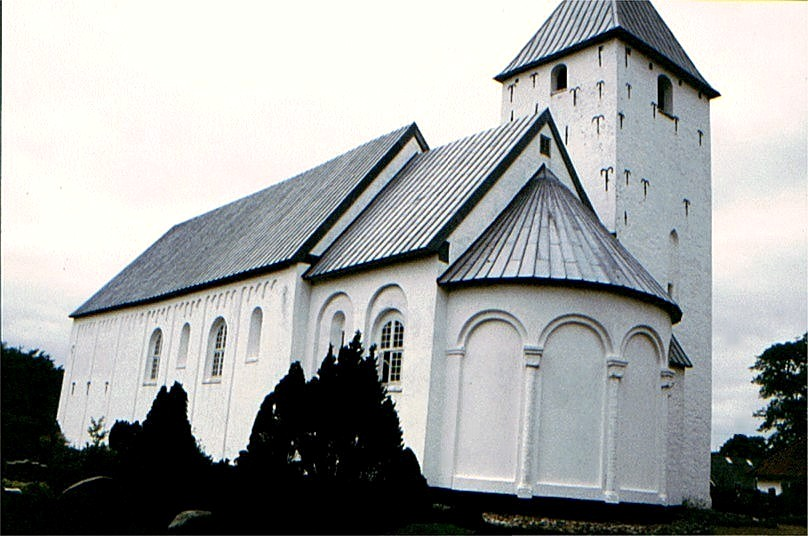
Vilslev Kirke

Am 1. Januar 2025 lebten 656 Einwohner im Kirchspiel, davon 447 im Kirchort Vilslev. Im Kirchspiel liegt die Kirche „Vilslev kirke“, die bereits im 12. Jahrhundert gebaut wurde.
Nachbargemeinden sind im Osten Jernved und Hjortlund, im Süden Farup sowie Darum und Hunderup im Norden.